# Поджо-Натіво
Поджо-Натіво (італ. Poggio Nativo) — муніципалітет в Італії, у регіоні Лаціо, провінція Рієті.
Поджо-Натіво розташоване на відстані близько 45 км на північний схід від Рима, 22 км на південь від Рієті.
Населення — 2580 осіб (2014).
Щорічний фестиваль відбувається 29 вересня. Покровитель — святий Архангел Михаїл.

## Демографія
Населення за роками:

Станом на 1 січня 2023 року в муніципалітеті офіційно проживало 376 іноземців з 45 країн, серед них 197 громадян країн Євросоюзу та 4 громадяни України.

## Сусідні муніципалітети
- Казапрота
- Кастельнуово-ді-Фарфа
- Фрассо-Сабіно
- Момпео
- Нерола
- Поджо-Мояно
- Скандрилья
- Тоффія